# Scuppers-Eisfälle
Die Scuppers-Eisfälle sind ein großer Gletscherbruch am Rand des Flight-Deck-Firnfelds im ostantarktischen Viktorialand. Sie liegen zwischen Mount Razorback und Mount Nespelen in der Convoy Range und gehen mit einem lotrechten Gefälle von 400 m in den Benson-Gletscher über.
Die Eisfälle tragen, wie zahlreiche weitere geographische Objekte in der Convoy Range einen nautischen Namen. Benannt sind sie nach dem Speigatt (englisch scupper).